# Atelier syndical
L'atelier syndical est, au Québec, l'une des clauses de convention collective qui vise à assurer la sécurité syndicale. On distingue l'atelier syndical parfait et l'atelier syndical imparfait,.
Dans l'atelier syndical parfait tous les salariés d'une unité de négociation doivent être membre du syndicat et le demeurer pour la durée de la convention collective. Tous les nouveaux salariés doivent également devenir membre du syndicat,.
Dans l'atelier syndical imparfait tous les salariés d'une unité de négociation qui sont membres du syndicat doivent le demeurer pour la durée de la convention collective. Tous les nouveaux salariés doivent également devenir membre du syndicat. Toutefois, les salariés qui n'étaient pas membre du syndicat au moment de la signature de la convention collective n'ont aucune obligation d'adhérer au syndicat,.
Ces clauses de convention collective, bien que toujours en vigueur, étaient particulièrement importantes avant la réforme du code du travail de 1977 qui rend obligatoire la formule Rand (prélèvement à la source des cotisations syndicales) et facilite l'accréditation syndicale.
L'expression « atelier syndical parfait » est parfois employée comme synonyme, par opposition à « atelier syndical imparfait » (ou « atelier modifié »). Ce dernier terme désigne une situation où les employés déjà en poste au moment de la signature de la convention collective ne sont pas tenus d’adhérer au syndicat.